# Wonders of Nature
Wonders of Nature è un cortometraggio muto del 1909. Il nome del regista non viene riportato nei credit. È conosciuto anche con il titolo Wonders of Nature in the Twin Falls Country, Southern Idaho.

## Produzione
Il film fu prodotto dalla Essanay Film Manufacturing Company.

## Distribuzione
Il film - un documentario di una bobina - uscì nelle sale cinematografiche USA il 18 agosto 1909.